# Rovaniemen Palloseura
Rovaniemen Palloseura – fiński klub piłkarski założony w 1950 z siedzibą w mieście Rovaniemi.
Sukcesy: wicemistrz Finlandii w 2015 roku, 3 miejsce w I lidze w 1988 i 1989, Puchar Finlandii (1986, 2013), występ w ćwierćfinale Pucharu Zdobywców Pucharów w sezonie 1987/1988.
Piłkarzami klubu byli Grzegorz Bała i Robert Jadczak.

## Europejskie puchary
Legenda do wszystkich tabel:
- Q – runda eliminacyjna, 1/16, 1/8, 1/4, 1/2 – odpowiednia faza rozgrywek, Grupa – runda grupowa, 1r gr – pierwsza runda grupowa, 2r gr – druga runda grupowa, F – finał, R – runda, PO – play-off
- k. – rzuty karne, los. – losowanie, Dogr. – dogrywka, w. – zasada bramek strzelonych na wyjeździe

| Sezon   | Rozgrywki                 | Runda | Przeciwnik         | Dom | Wyjazd | Ogólnie |
| ------- | ------------------------- | ----- | ------------------ | --- | ------ | ------- |
| 1987/88 | Puchar Zdobywców Pucharów | 1R    | Glentoran          | 0–0 | 1–1    | 1–1, w. |
| 1987/88 | Puchar Zdobywców Pucharów | 2R    | Vllaznia Szkodra   | 1–0 | 1–0    | 2–0     |
| 1987/88 | Puchar Zdobywców Pucharów | 1/4   | Olympique Marsylia | 0–1 | 0–3    | 0–4     |
| 1989/90 | Puchar UEFA               | 1R    | GKS Katowice       | 1–1 | 1–0    | 2–1     |
| 1989/90 | Puchar UEFA               | 2R    | AJ Auxerre         | 0–5 | 0–3    | 0–8     |
| 1990/91 | Puchar UEFA               | 1R    | 1. FC Magdeburg    | 0–1 | 0–0    | 0–1     |
| 2014/15 | Liga Europy               | 2Q    | Asteras Tripolis   | 1–1 | 2–4    | 3–5     |
| 2016/17 | Liga Europy               | 1Q    | Shamrock Rovers    | 1–1 | 2–0    | 3–1     |
| 2016/17 | Liga Europy               | 2Q    | Lokomotiva         | 1–1 | 0–3    | 1–4     |
| 2019/20 | Liga Europy               | 1Q    | Aberdeen           | 1–2 | 1–2    | 2–4     |